# 17-cm Kanone 18
Le 17-cm Kanone 18 in Mörserlafette (17-cm K 18 in MrsLaf), signifiant  canon de  17 cm modèle 1918 sur affut d'obusier lourd était un canon lourd utilisé par l'Allemagne durant la Seconde Guerre mondiale .

## Histoire et développement
En 1939, la Wehrmacht commença à remplacer, au sein de ses régiments d'artillerie, ses vieux obusiers lourds 21-cm Mörser 16, datant de la Première Guerre mondiale, par des 21-cm Mörser 18 plus performants. Le Mörser 18, développé par Krupp AG, utilisait un nouveau système de frein hydropneumatique à double action, permettant de minimiser le recul de la pièce, tout en améliorant la précision à longue portée.
Bien que le 21-cm Mörser 18 était capable d'expédier un obus explosif de 113 kg à près de 14,5 km, l'Armée allemande rechercha à partir de 1941 un « mortier » (Mörser) lourd avec une portée plus grande. À noter qu'au sein des institutions militaires allemandes, les « obusiers » sont désignés en « mortiers » car ils étaient utilisés pour des tirs plongeant aussi bien que pour des tirs de contrebatterie.
La société d'armement allemande Krupp répondit à la demande en proposant un canon de plus petit calibre (172,5 mm au lieu de 210 mm) favorisant la vitesse initiale du projectile et reprenant le même affut : le 17-cm Kanone 18 in Mörserlafette.
La démonstration du K 18 aux officiers d'artillerie allemands fit grande impression, en envoyant un obus explosif de 68 kg à 27,4 km, doublant ainsi la portée effective par rapport au 21 cm. Le plus surprenant étant que la puissance explosive de la munition de 68 kg était presque similaire à celle de 113 kg du 21-cm Mörser 18. La production commença donc en 1941, et à partir de 1942, la production du 21-cm Mörser 18 fut stoppée pendant 2 ans pour allouer tous les moyens au nouveau Kanone 18.

## Conception
La remarquable innovation introduite par Krupp sur le 21-cm Mörser 18 et réutilisée sur le 17-cm Kanone 18, est le système d'amorti du recul à double action monté sur l'affut. Les forces induites par le tir sont amorties par un  premier système classique de frein hydropneumatique, présent sous la bouche à feu puis par un deuxième système innovant, faisant reculer le berceau le long de rails à l'intérieur de l'affut. Ce double système absorbe la totalité du recul en n'engendrant aucun mouvement de l'arme, assurant ainsi une précision et une cadence de tir accrue.
Pour le transport, le 17-cm K18 est séparé en deux charges, chose courante pour les pièces d'artillerie de fort calibre durant cette période. Lors du transport, le tube était chargé sur un chariot séparé. Cependant pour des courtes distances, le K18 pouvait être remorqué par un SD.Kfz.8 de 12 tonnes, désigné Mörserzugmittel . Le poids en transport est de 23,375 tonnes. Un système de palan et de rampes permet d'assembler rapidement la pièce d'artillerie, soit environ 30 minutes pour une équipe entrainée de 10 servants. La longueur totale de l'ensemble remorqué avoisine les 9 m, rendant alors difficile les manœuvres sur routes de campagne et en ville. 
Le 17-cm K 18 peut tirer depuis son affut, mais le débattement horizontal était limité à 16°. Pour la mise en batterie statique, les roues sont relevées permettant de poser la totalité de l'arme au sol, sur un système de plateforme circulaire. En dépit de sa masse en batterie de 17 tonnes, un seul servant était alors nécessaire pour effectuer un mouvement de traverse à 360°.
Bien qu'officiellement classé comme dans les pièces d'artillerie de calibre 173 mm, le calibre réel de la bouche à feu est de 172,5 mm.

## Production
| Année  | 1941 | 1942 | 1943 | 1944 | 1945 | Total |
| ------ | ---- | ---- | ---- | ---- | ---- | ----- |
| Nombre | 91   | 126  | 78   | 40   | 3    | 338   |

## Munitions
Le 17-cm Kanone 18 peut tirer 2 types de munitions suivant les cibles :
| Désignation officielle          | Abréviation officielle | Type                                                                 | Description | Poids projectile | Vélocité | Charge explosive | Fusée                                                                     | Poids total (projectile + cartouche) | longueur                                                               | Charge propulsive | Type percuteur        |
| ------------------------------- | ---------------------- | -------------------------------------------------------------------- | --- | ---------------- | -------- | ---------------- | ------------------------------------------------------------------------- | ------------------------------------ | ---------------------------------------------------------------------- | ----------------- | --------------------- |
| 17-cm Kanone Granate 38 [Haube] | 17-cm K. Gr 38 [Hb]    | Obus semi-encartouché brisant à pointe molle avec tête aérodynamique | Optimisé pour maximiser la vitesse de sortie et garder une forte puissance de pénétration en empêchant la désintégration de l'ogive à l'impact en ajoutant une pointe en métal plus mou. Comme ce genre de munition est instable en vol, on lui adjoint une pointe aérodynamique pour augmenter la portée et la précision | 62,59 kg         | 925 m/s  | 6,97 kg de TNT   | Hbgr. Z. 35 K. (à percussion) ou Dopp. Z. s/90s. (à percussion et retard) | 64,5 kg                              | Projectile : 78,69 cm Cartouche: 75,08 cm Total encartouché: 138,74 cm | éthylène glycol   | C/12nA (à percussion) |
| 17-cm Kanone Granate 39         | 17-cm K. Gr 39         | Obus semi-encartouché à haut pouvoir explosif                        | Obus détonant | 68,03 kg         | 860 m/s  | TNT              | A. Z. 35 K. (à percussion) ou Dopp. Z. s/90K. (à percussion et retard)    | 71,1 kg                              | Projectile : 74,09 cm Cartouche: 72,54 cm                              | éthylène glycol   | C/12nA (à percussion) |

## Service opérationnel
Le 17-cm Kanone 18 était en dotation au niveau du Corps d'Armée, pour assurer un appui-feu à longue portée, ainsi que des tirs de contrebatteries, reprenant ainsi le même rôle que le 21-cm Mörser 18.
Le 17-cm K18 était une pièce d'artillerie techniquement avancé avec une excellente portée, mais qui souffrait de certaines faiblesses, comme un cout de production élevé et une maintenance compliquée. De plus, elle était assez longue à mettre en batterie en raison de sa vitesse de déplacement et  de sa maniabilité sur route. C'est pour cette raison que beaucoup de K18 furent abandonnés par leurs servants, au fur et à mesure de l'avancée des troupes alliées.
En 1944, un certain nombre de 17-cm K 18 in MrsLaf capturés étaient utilisés par les Forces alliées, du fait de la discontinuité d'approvisionnement en munitions de leurs propres canons, allant des plages de Normandie aux frontières allemandes.

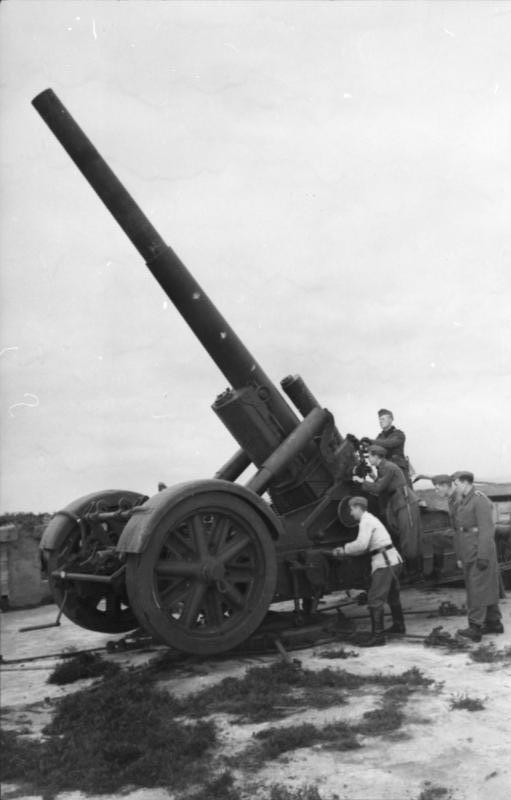
21-cm Mrs 18  en position de tir. Cette photo permet de voir l'affut (qui est aussi  utilisé sur le 17-cm Kanone 18) en position de tir sur sa plateforme circulaire. (Norvège, 1941).
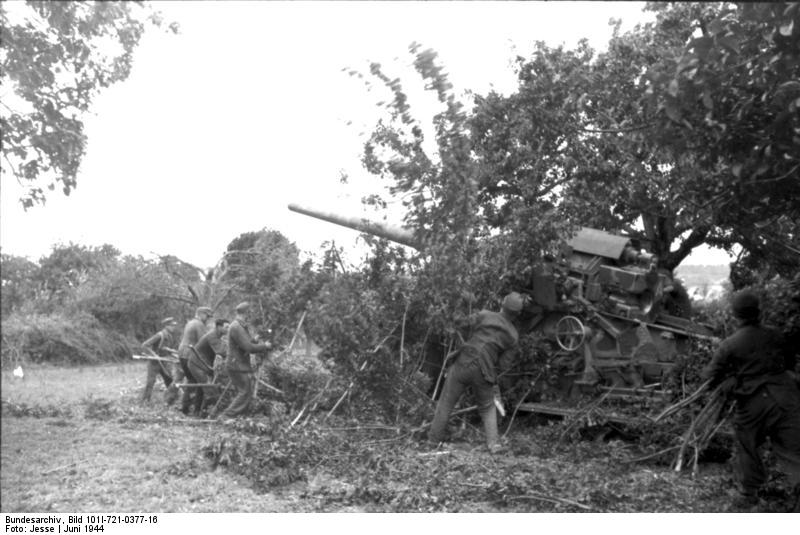
Servants d'un 17-cm K18 camouflant leur pièce (France, juin 1944)
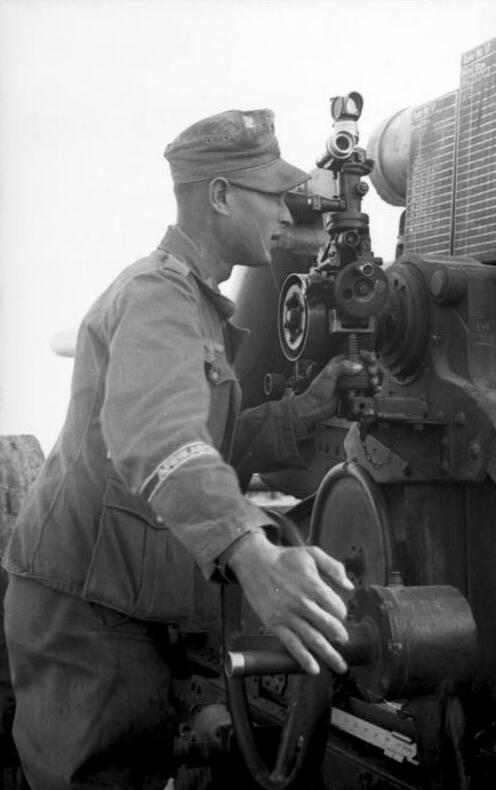
Servant pointant un K18 avant le tir (Tunisie, janvier 1943).